# Peristéria (ort i Grekland)
Peristéria (Peristeria) är en ort i Grekland.   Den ligger i prefekturen Nomós Piraiós och regionen Attika, i den sydöstra delen av landet, 25 km väster om huvudstaden Aten. Peristéria ligger 36 meter över havet och antalet invånare är 206. Den ligger på ön Salamis.
Terrängen runt Peristéria är kuperad norrut, men söderut är den platt. Havet är nära Peristéria söderut.  Närmaste större samhälle är Pireus, 16,7 km öster om Peristéria. 